# Dachzelt

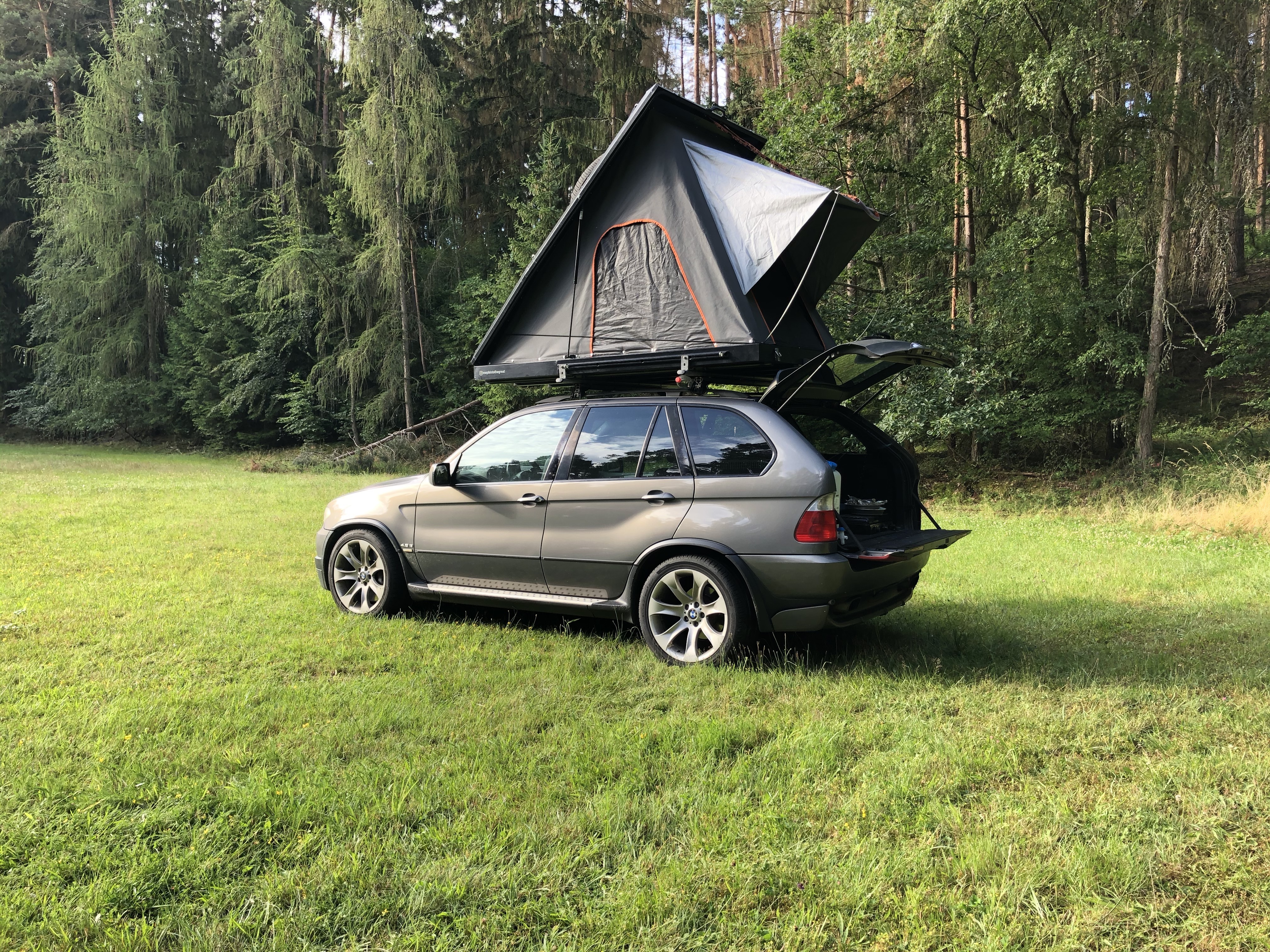
Steil öffnendes Hartschalendachzelt, geöffnet

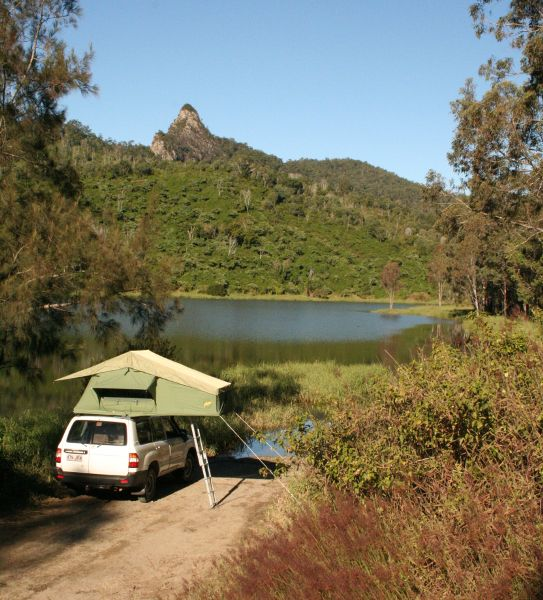
Klappdachzelt mit Seitenausleger

Dachzelte sind spezielle Zelte für Automobile, die auf dem Dach eines Fahrzeugs montiert und transportiert werden. Durch den Zeltaufbau am Fahrzeugdach kann über dem Fahrzeug geschlafen werden, während der fahrzeugeigene Laderaum frei bleibt. Im Unterschied zu den meisten Bodenzelten sind Dachzelte mit einer Matratze als Liegefläche ausgestattet. Je nach Modell kann diese zusätzlich mit einem Abstandsgewirke (3D-Air-Mesh) bzw. Lattenrost gedämpft und unterlüftet werden. Dachzelte sind zugänglich über mitgelieferte oder separat erhältliche Leitern. Der Einstieg kann je nach Fahrzeugtyp auch ohne Hilfsmittel erreicht werden, z. B. über die Innenseite der geöffneten Seitentür des Fahrzeugs.

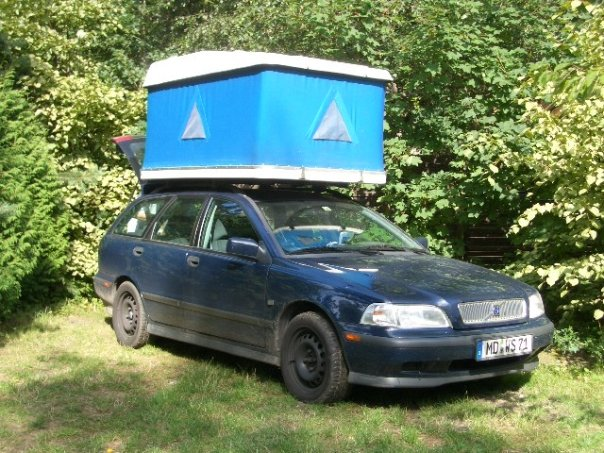
Hartschalendachzelt, geöffnet

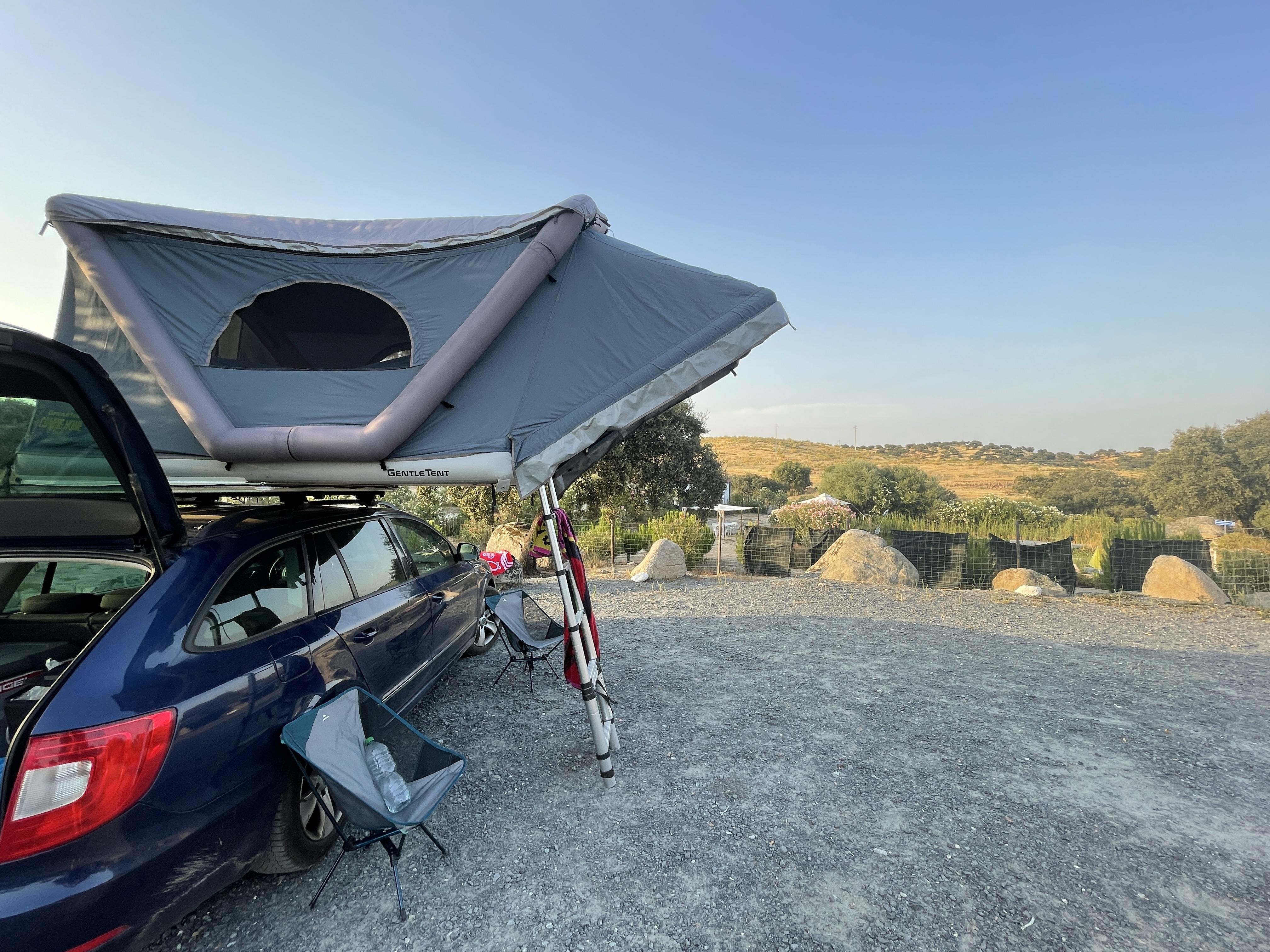
Aufblasbares Dachzelt

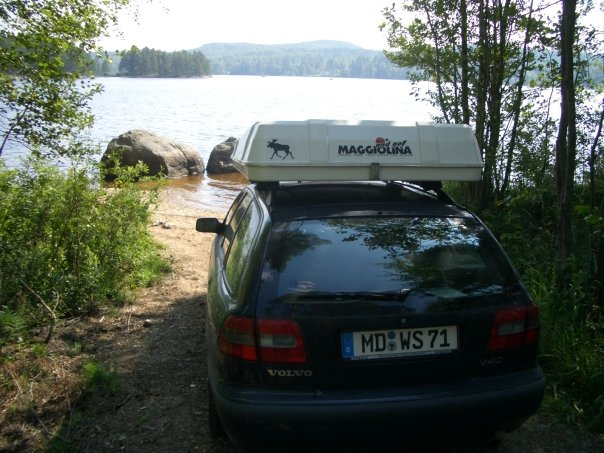
Hartschalendachzelt, geschlossen

Das erste Dachzelt zum Campen gab es in den 1930er Jahren in Westeuropa. Um ein Dachzelt am Fahrzeugdach zu transportieren, muss aus Sicherheitsgründen die zulässige Dachlast eines Fahrzeugs im Vorfeld überprüft werden. Straßenverkehrsrechtlich greifen in Deutschland die für Ladung im Sinne des § 22 StVO geltenden Normen.

## Geschichte
Schon im Januar 1937 wurde das erste Dachzelt im englischsprachigen Magazin „Popular Science“ vorgestellt. Es bestand aus einem zusammenklappbaren Stahlrahmen, der am Autodach montiert wurde und im ausgeklappten Zustand von einem Gerüst im Frontbereich des Autos, welches gleichzeitig als Einstieg diente, gestützt wurde.
Erst seit 1958 fertigt das Unternehmen Autohome im italienischen Rivarolo Mantovano Dachzelte für Kraftfahrzeuge. In der DDR gab es seit 1976 ein sehr einfaches Dachzelt für den Trabant, das nach dem Hersteller offiziell als Müller-Autodachzelt bezeichnet und im Volksmund Pension Sachsenruh genannt wurde.
Inzwischen gibt es weltweit eine Vielzahl von Herstellern mit unterschiedlichen Lösungskonzepten. Allein in Deutschland sind Modelle von über 60 verschiedenen Herstellern erhältlich.

## Dachzelt-Typen
Heutzutage haben sich vier unterschiedliche Dachzelt-Konzepte etabliert:
- Klappdachzelte: Ein Klappdachzelt wird zur Seite, meist über die Fahrzeugaufstandsfläche hinaus, aufgeklappt. Das Packmaß beträgt meist die Hälfte der Liegefläche. Es kann als die Ursprungsvariante aller Dachzelte angesehen werden.
- Hartschalendachzelte: Bei Hartschalendachzelten ist die Liegefläche mit der Grundfläche identisch. Durch einen Kurbelmechanismus oder Gasdruckfedern wird die Oberschale angehoben. Dieser Zelttyp ähnelt am ehesten einer Dachbox. Die Schalen werden entweder aus Glasfaserverstärktem Kunststoff (GFK), mittels Spritzguss oder aus Aluminium hergestellt.
- Hybriddachzelte: Ein Hybdriddachzelt gleicht geschlossen einem Hartschalendachzelt. Durch Aufklappen erweitert sich die Liegefläche jedoch über die Grundfläche hinaus. So entsteht eine größere Liegefläche.
- Aufblasbare Dachzelte: Bei aufblasbaren Dachzelten wird die Basis als auch das Zeltsystem mit einer elektrischen Pumpe mit Luft gefüllt. Die Liegefläche kann ein Vielfaches des Packmaßes betragen. Sie sind das jüngste Konzept am Markt.